# Origny-Sainte-Benoite

Origny-Sainte-Benoite este o comună în departamentul Aisne din nordul Franței. În 1 ianuarie 2022 avea o populație de 1.612 de locuitori.